# Inhaca

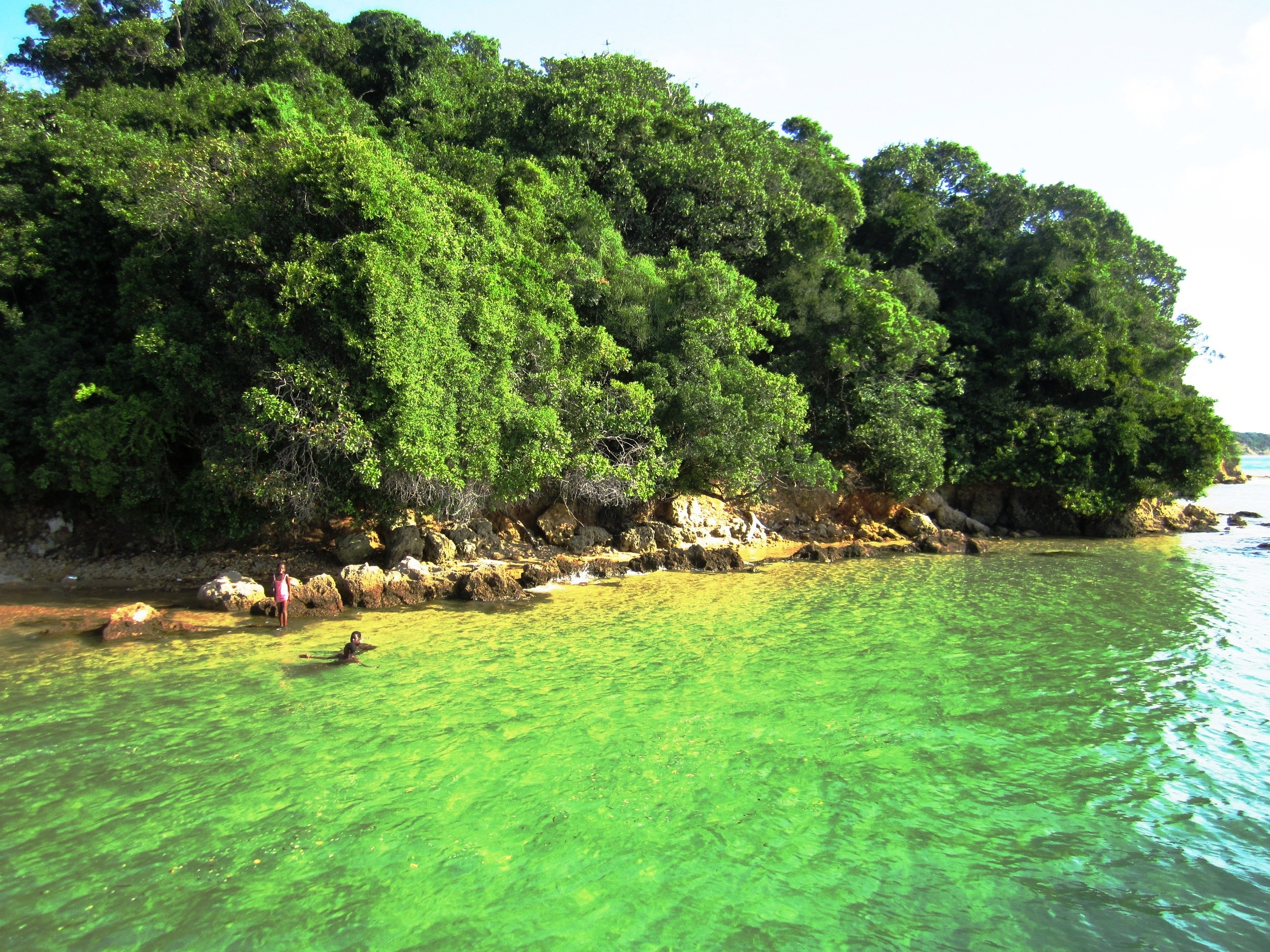
Wybrzeże wyspy Inhaca

Inhaca (port. Ihla da Inhaca) – wyspa położona w Mozambiku, między Oceanem Indyjskim a zatoką Maputo. Na wyspie istnieją osady, nie ma tu jednak dróg kołowych. Według szacunków z 2007 roku wyspę zamieszkuje 5216 osób. Na wyspie znajduje się latarnia morska.